# سالم البلوشي
سالم عبد الله البلوشي (بالإنجليزية: Salem Abdullah Al-Bloushi) (مواليد 6 أغسطس 1998) هو لاعب كرة قدم إماراتي ، يجيد اللعب كلاعب وسط. 
لعب سابقاً في نادي الوحدة ونادي بني ياس ونادي الحمرية.